# Caprivi (Schiff)
Die Caprivi war ein deutsches Dampfschiff, das als Seebäderschiff vor allem im Linienverkehr zwischen Stralsund und Hiddensee eingesetzt wurde. Sie war das erste Fahrgastschiff, das regelmäßig Hiddensee anlief.

## Geschichte
Im Auftrag des Kapitäns Gustav Bentzien aus Ribnitz wurde die Caprivi 1890 auf der Greifswalder Werft Julius Kessler fertiggestellt. Der vorgesehene Einsatz auf der Strecke zwischen Ribnitz und Wustrow rentierte sich ebenso wenig wie auf der von Bentzien eröffneten Verbindung zwischen Stralsund und Devin. Mit einer Linie von Stralsund nach Wiek auf Rügen unternahm er schließlich einen neuen Versuch. Der Hiddenseer Gutspächter Ernst Luhde veranlasste ihn, ab Sommer 1892 regelmäßig Kloster anzulaufen. Die Passagiere mussten zu dieser Zeit noch von den im Bodden ankernden Schiffen aus- und eingebootet werden. Der Verkehr nach Hiddensee wuchs jährlich, bei guter Auslastung der Caprivi. 1905 wurde das Schiff in Stettin umgebaut und dabei um vier Meter verlängert. Die Zahl der Passagiere erhöhte sich um ein Drittel. Der Erste Weltkrieg ließ den Inselverkehr wieder deutlich zurückgehen. Bentzien versuchte dies durch Fahrten zur Seefliegerstation auf dem Bug zu kompensieren. 1917 verkaufte er sein Unternehmen an die Stralsunder Reederei Carl Wothke.
Die Genossenschaftsreederei Vitte GmbH kaufte am 13. Oktober 1919 die Caprivi für 60.000 Reichsmark und stellte sie am 1. November 1919 für Tagesfahrten zwischen Stralsund und Vitte und auch zur Beförderung geringerer Mengen Frachtgüter in Dienst. 1920 wurde eine Reparatur erforderlich, nachdem bei einer Havarie am 5. August das Flammrohr des Dampfkessels ausgeglüht war. Die Arbeiten auf einer Stettiner Werft kosteten infolge der Inflation rund 150.000 Reichsmark. In den 1920er Jahren konnte die Caprivi dem ständig steigenden Verkehr nicht mehr gerecht werden. Mehrfach wurde die zulässige Passagierzahl deutlich überschritten. Nach Indienststellung der Swanti wurde die Caprivi ab Mai 1925 auf den Stettiner Oderwerken überholt.  Sie fuhr ab August desselben Jahres auf der neuen Frühverbindung von Stralsund nach Vitte und Kloster, gelegentlich unternahm sie auch Sonderfahrten bis zum Sassnitzer Hafen. In den 1930er Jahren verschlechterte sich der Zustand des Schiffes so sehr, dass die Caprivi 1935 keine Zulassung mehr bekam und deshalb ausgemustert wurde. Sie wurde von der Reederei an die Hitlerjugend verschenkt, von der sie zu einem HJ-Heim mit Liegeplatz in Vitte ausgebaut wurde. 1948 wurde die Caprivi in Stralsund verschrottet.

## Technik
Die Caprivi war bei einer Länge von 18 Metern und 4 Meter Breite mit 54 BRT vermessen. Eine Verbunddampfmaschine mit 60 PS brachte das Schiff mit einer Schraube auf 6,5 Knoten. Im Herbst 1905 wurde das Schiff auf einer Stettiner Werft auf 22 Meter verlängert und erhielt einen neuen Dampfkessel. Die Zahl der zur Beförderung zugelassenen Passagiere erhöhte sich dabei von 120 auf 162. Die Besatzung bestand aus vier Mann.